# Estació de Palau Reial
Palau Reial (antigament anomenada Palacio) és una estació situada a l'Avinguda Diagonal al districte de les Corts on enllacen la L3 del Metro de Barcelona i les línies T1, T2, T3 del Trambaix.
L'estació del metro està situada sota l'Avinguda Diagonal entre les facultats de Química i Biologia, i la del Tram al mateix lloc però a sobre de la Diagonal.
L'estació del metro es va inaugurar el 1975. Posteriorment al 2004 es va inaugurar la parada del Trambaix.

## Serveis ferroviaris
| Procedència/Destinació | <                  | Línia                         | >                  | Procedència/Destinació |
| ---------------------- | ------------------ | ----------------------------- | ------------------ | ---------------------- |
| Metro de Barcelona     |                    |                               |                    |                        |
| Zona Universitària     | Zona Universitària |                               | Maria Cristina     | Trinitat Nova          |
| Trambaix               |                    |                               |                    |                        |
| Francesc Macià         | Pius XII           |                               | Zona Universitària | Bon Viatge             |
| Francesc Macià         | Pius XII           | Llevant - les Planes          | Zona Universitària |                        |
| Francesc Macià         | Pius XII           | Sant Feliu - Consell Comarcal | Zona Universitària |                        |

## Galeria d'imatges

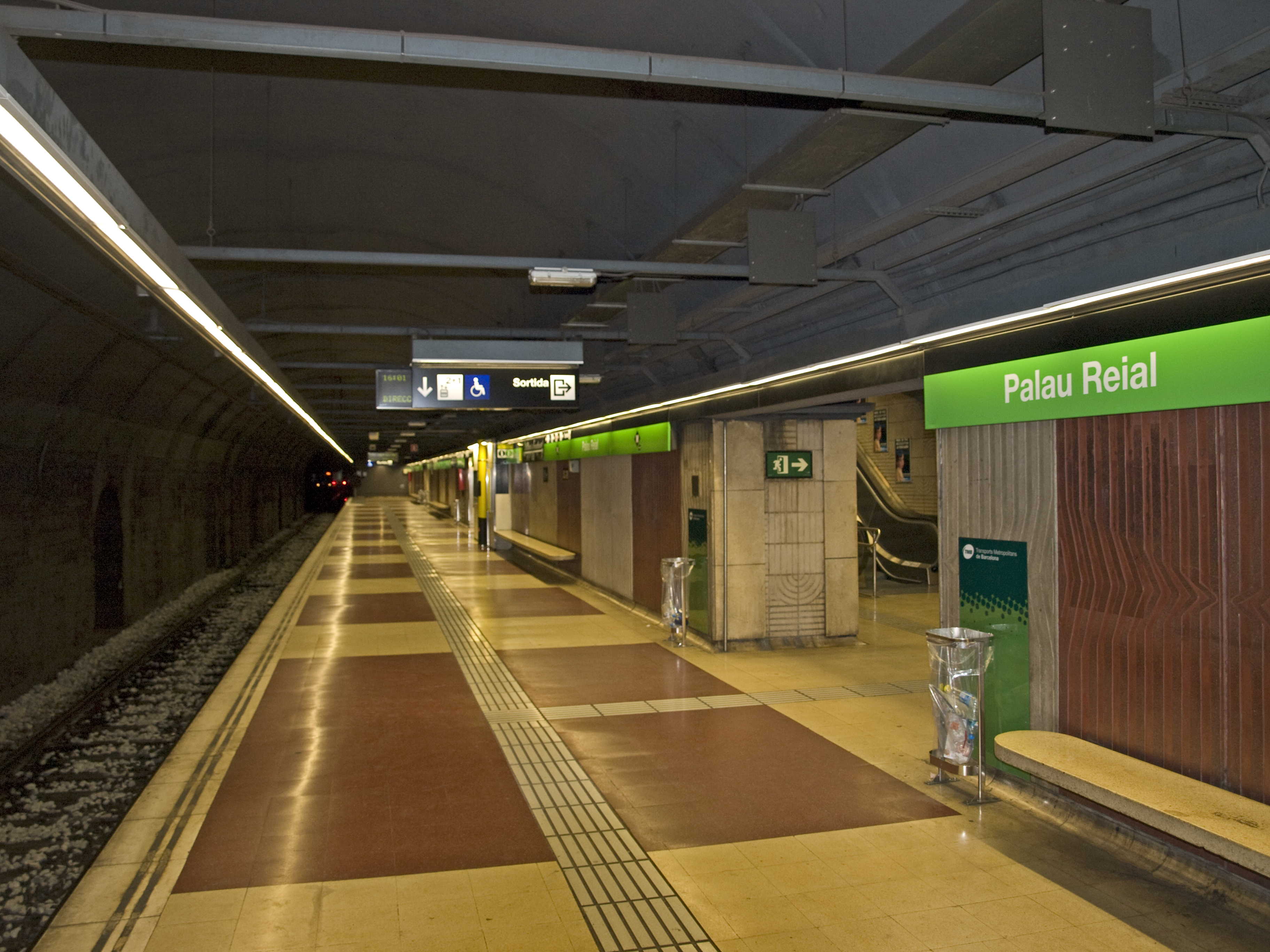
Andana de l'estació de metro direcció Trinitat Nova
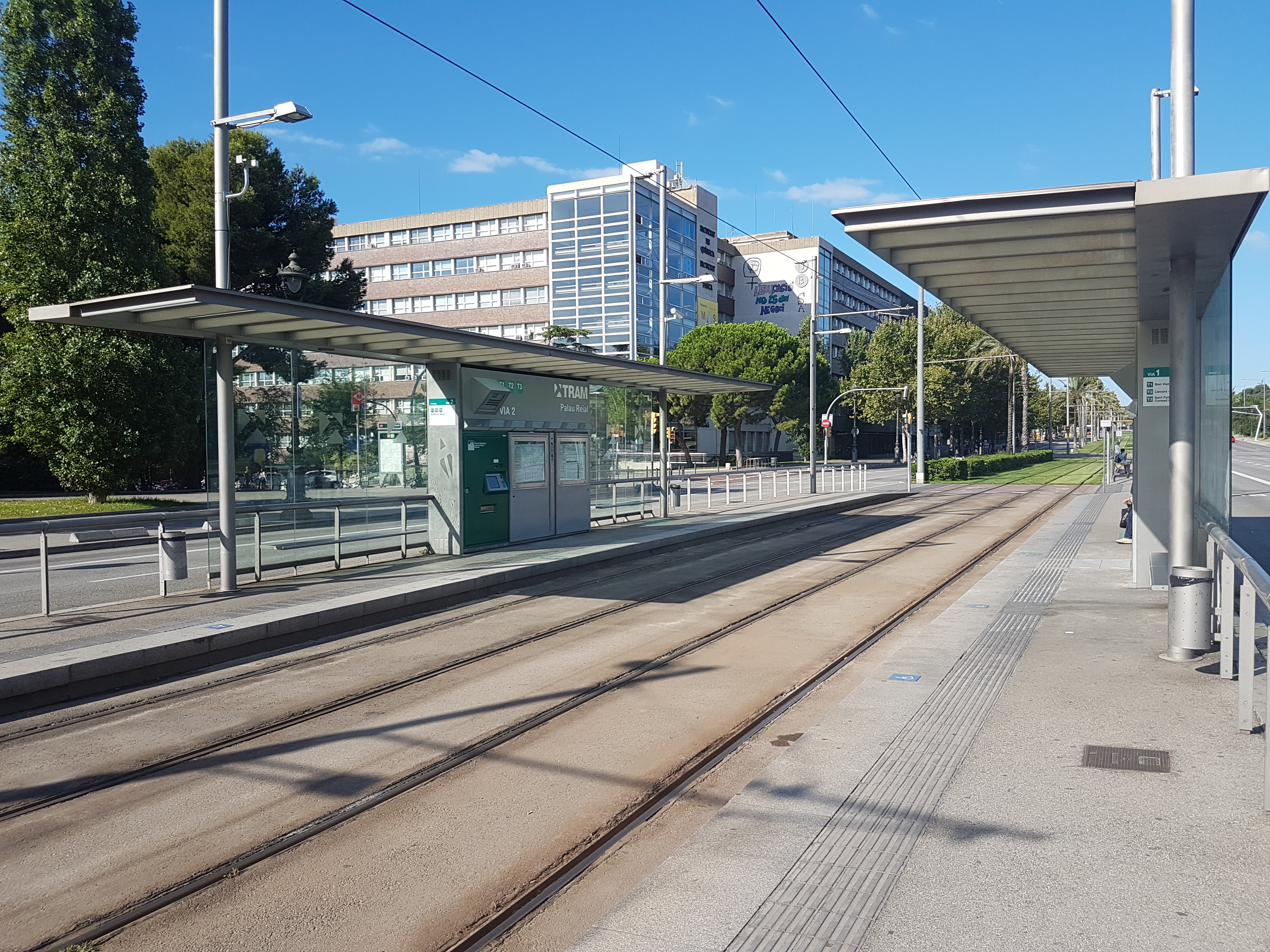
L'estació de tramvia de les línies T1, T2 i T3
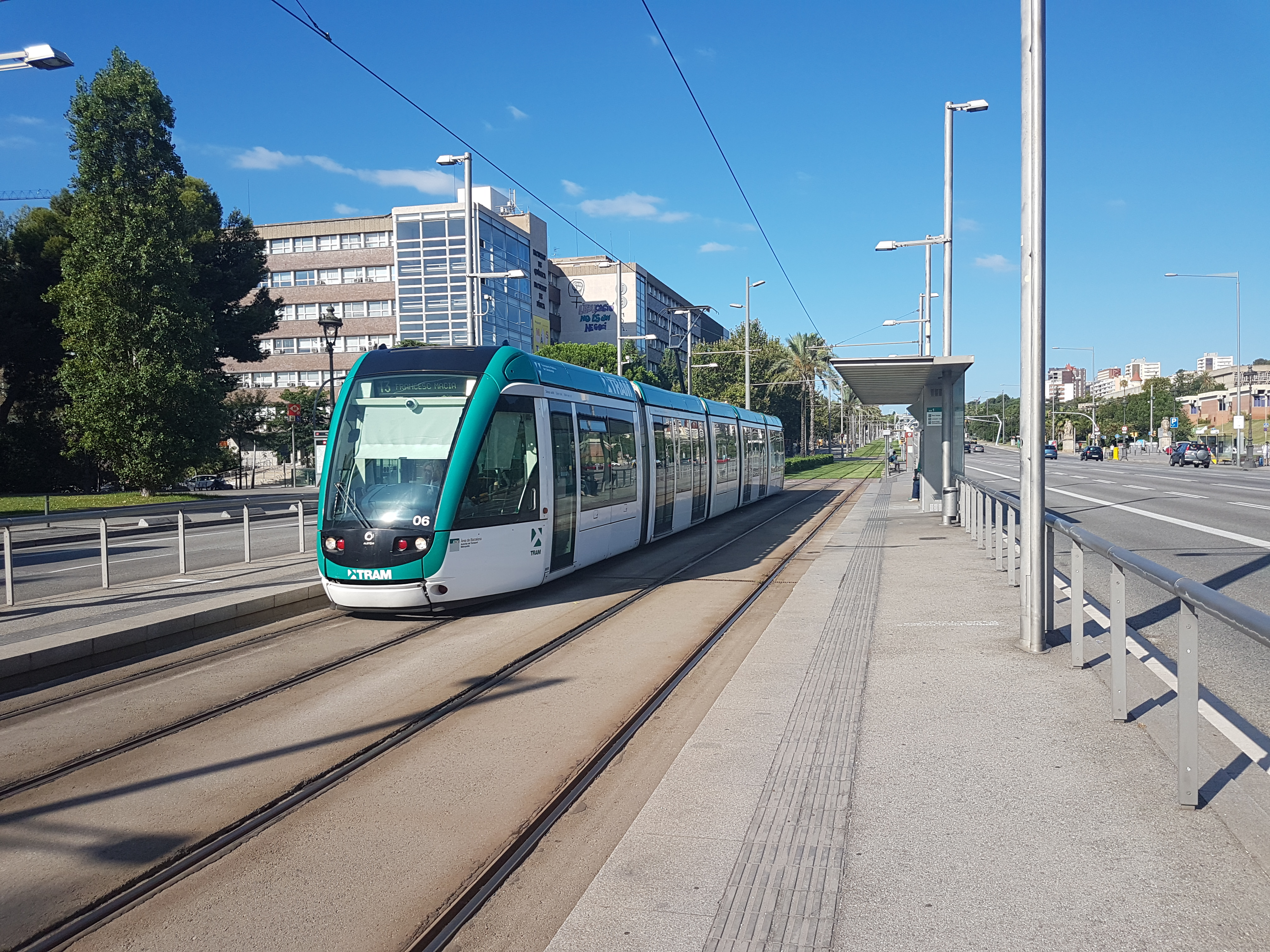
Tramvia de la línia T3 destinació Francesc Macià

## Accessos del metro
- Avinguda Diagonal